# برکوم
بُرکوم (به آلمانی: Borkum) جزیره در شمال‌غربی نیدرزاکسن آلمان در دهانه آبراه امس در میان دریای مردابی وادن و دریای شمال واقع شده است. برکوم در گذشته دو جزیره بانت و جویست بوده است.

## تاریخچه
در قرن پانزدهم برکوم عنوان مرکزی برای دزدی دریایی و صید نهنگ معروف شد. پس از طوفان‌های شدید در اواخر قرن نوزدهم از جمعیت جزیره به شدت کاسته شد. در جنگ‌جهانی دوم برکوم تبعیدگاه و اردوگاه کار اجباری یهودیان بود.

## جاذبه‌های توریستی
- پارک کوهستان برکوم
- مرکز تفریح کودکان برکوم
- پارک کولتورینسل
- کازینو برکوم
- فانوس‌دریایی برکوم
- پناهگاه حیات وحش وولده دونن
- باشگاه سوارکاری
- آکواریوم دریای شمال
- پلاژ سگ‌ها
- پلاژ هاندستراند
- پلاژ سودستراند
- پلاژ برهنگی
- پلاژ هوگه‌هورن
- فانوس‌دریایی شرقی

## دسترسی
از ویژگی‌های منحصر به فرد بودن برکوم ممنوعیت استفاده از خودرو در این جزیره است. راه دسترسی به جزیره فرودگاه صحرایی برکوم و کشتی‌هایی است که از امدن آلمان و امشاون هلند به جزیره می‌آیند.